# Agave capensis
Agave capensis ist eine Pflanzenart aus der Gattung der Agaven (Agave). Ein englischer Trivialname ist „Cabo San Lucas Agave“.

## Beschreibung
Agave capensis wächst solitär mit kurzem Stamm, bildet aus den unteren Blattachseln große Gruppen mit einer Wuchshöhe von 60 bis 80 cm und mit einem Durchmesser von 80 bis 120 cm. Die schmalen, weichen, sukkulenten, grüngefärbten bis bläulichen, lanzettenförmig, unregelmäßig angeordneten Blätter sind 30 bis 60 cm lang und 4 bis 7 cm breit. Die welligen Blattränder sind variabel dunkelbraun bis grau gezahnt. Der dunkelbraune Enddorn ist 1,5 bis 3 cm lang.
Der rispige Blütenstand wird 2,5 bis 3,5 m hoch. Die zahlreichen gelben Blüten sind 50 bis 65 mm lang und erscheinen in der Mitte bis zur Spitzen an unregelmäßig angeordneten Verzweigungen. Die Blütenröhre ist 8 bis 14 mm lang.
Die eiförmigen braunen dreikammerigen Kapselfrüchte sind 25 bis 35 mm lang.
und 15 bis 17 mm breit.

## Systematik und Verbreitung
Agave capensis wächst im mexikanischen Baja California Sur an trockenen Hängen bis 320 m Höhe. Sie ist mit Yucca capensis und zahlreichen Kakteenarten vergesellschaftet.
Die Erstbeschreibung durch Howard Scott Gentry ist 1978 veröffentlicht worden.
Agave capensis ist ein Vertreter der Sektion Campaniflorae. Typisch für diese Gruppe sind die kleinen, schmalen Blätter und der reichlich sprossende Wuchs. Die weiteren Mitglieder dieser Sektion in der niederkalifornischen Kapregion, Agave aurea und Agave promontorii, unterscheiden sich durch Größe und Blattstruktur.